# إندمول

إندمول

إندمول : Endemol شركة إنتاج تلفزيوني خاصة، مركزها الرئيسي في هولندا، تابعة لشركة أبولو للإدارة. وهي منتجة ومالكة حقوق للعديد من البرامج التلفزيونية شهيرة في العالم منها ستار أكاديمي، بيغ براذر (الأخ الأكبر)، الصفقة، و الخاسر الأكبر، وغيرها الكثير.
تُعتبر ثاني أكبر شركة إنتاج تلفزيوني في العالم. وتملك أكبر الحصص فيها مجموعة البث الإيطالية ميدياست. لها فروع وشراكات في أكثر من 23 دولة، منها المملكة المتحدة، الولايات المتحدة الأمريكية، فرنسا، المكسيك، إسبانيا، إيطاليا، ألمانيا، البرازيل، تشيلي، الأرجنتين، بولندا، البرتغال، روسيا، هولندا، الهند، جنوب أفريقيا، مصر، لبنان، المغرب، الفلبين، تركيا، أستراليا.
في 15-5-2014 أُعلن اندماج إندمول مع مجموعة شاين للإنتاج التابعة لعملاق الإعلام توينتي فيرست سينتشوري فوكس. وأصبح لكلٍ من فوكس وأبولو مصلحة 50+50% من المشروع، وتعملان معاً على إدارتها. والهدف هو توسيع نطاق توزيع البرامج الضاربة في جميع أنحاء العالم، مع تمويل إنشاء أخرى جديدة. وقد تم الاندماج فعلياً في 17-12-2014. وبذلك تكونت مجموعة إندمول شاين كمشروع مشترك يجمع إندمول ومجموعة شاين لإقامة كيان عالمي منشئ للمحتوى، منتج، وموزع للعديد من البرامج الضاربة العالمية. المجموعة لديها عمليات إبداعية في أكثر من 30 سوقاً، مع مجموعة متنوعة من أكثر من 600 صيغ مدرة للدخل عبر الأنواع ذات النص المسبق (سيناريو) أو التي بدون نص مسبق؛ إلى جانب العمليات الرقمية، والألعاب، والتوزيع.

## وصلات خارجية
- الموقـع الرسمـي.